# Earth Command
Earth Command is een computerspel dat werd ontwikkeld door Vionary Media en werd uitgebracht door Philips Interactive Media International. Het spel kwam in 1993 uit voor de Philips CD-i en een jaar later volgde een release voor de Macintosh. Het spel is een simulatiespel waarbij zowel ecologische en sociale bedreigingen van de aarde centraal staan. De speler staat aan het hoofd van een Amerikaanse ruimtecommandopost. Naast het bepalen van budget en belastingen moet hij strijden tegen natuurlijke rampen en sociale rampen. Het spel wordt van bovenaf weergegeven en bevat 500 verschillende noodsituaties in 130 landen. Het spel is voorzien van echte filmbeelden van onder meer CNN, Greenpeace en de Amerikaanse overheid.
Recentelijk is gebleken, dat dit spel de zogenaamde “Timekeeper” functie van de CD-i speler nodig heeft om goed te kunnen opstarten.
Dit desondanks dat het spel geen gebruik maakt van een opslag functie.

## Platforms
| Jaar | Platform  |
| ---- | --------- |
| 1993 | CD-i      |
| 1994 | Macintosh |

## Ontvangst
| Beoordeeld door                      | Platform | Datum         | Score |
| ------------------------------------ | -------- | ------------- | ----- |
| GamePro (USA)                        | CD-i     | februari 1995 | 80%   |
| Power Unlimited                      | CD-i     | maart 1995    | 78%   |
| Video Games & Computer Entertainment | CD-i     | december 1994 | 40%   |